# Георг-Вільгельм Гросскопф
Георг-Вільгельм Гросскопф (нім. Georg Wilhelm Grosskopf) (6 листопада 1884, Венден — 26 жовтня 1942, Берлін) — німецький дипломат. Німецький генеральний консул у Києві (1935–1938).

## Біографія
Народився 6 листопада 1884 року у Вендені (сучасний Цесіс, Латвія). У 1907 році закінчив Вищу політехнічну школу у Ризі.
З 13 березня 1906 на дипломатичній роботі. З 1908 по 1909 рр. — проходив службу в німецькій армії, лейтенант резерву.
Брав участь у Першій світовій війні старшим лейтенантом.
З 1922 по 1935 — Генеральний консул Німеччини у Новосибірську. З 1935 року — член НСДАП. З 7 грудня 1935 по 15 травня 1938 — служив в консулом в Києві. 24 серпня 1936 р. — фюрер і рейхсканцлер Німеччини Адольф Гітлер підписав призначення його генеральним консулом у Києві. 7 лютого 1936 р. Генконсул Гросскопф був присутнім на відкритті III сесії ЦВК УРСР разом зі своїм польським колегою генконсулом Яном Каршо-Седлевським.
З 15 серпня 1938 року служив в Культурно-політичному відділі МЗС Німеччини, з 17 травня 1941 року в IX рефераті відділу «Д» (Німеччина).
26 жовтня 1942 року — помер у Берліні.